# Resolutie 868 Veiligheidsraad Verenigde Naties
Resolutie 868 van de Veiligheidsraad van de Verenigde Naties werd unaniem door de VN-Veiligheidsraad aangenomen op 29 september 1993.

## Inhoud
De Veiligheidsraad:
- herinnert aan de verklaring van zijn voorzitter op 31 maart over Een agenda voor vrede: voorkomende diplomatie, vredestichting en -handhaving;
- heeft het rapport van de secretaris-generaal over de veiligheid van VN-operaties in overweging genomen;
- herinnert aan de privileges en immuniteiten van VN-operaties en personeel ervan in het Handvest en de Conventie over de Privileges en Immuniteiten van de Verenigde Naties;
- is erg bezorgd om het stijgende aantal aanvallen en geweld tegen personen in VN-operaties, wat streng wordt veroordeeld;
- verwelkomt de initiatieven van de Algemene Vergadering tot nieuwe instrumenten in verband met de veiligheid van VN-personeel;

1. verwelkomt het rapport;
2. moedigt de secretaris-generaal aan om de maatregelen voort te zetten en te zorgen dat ze al deel uitmaken van de planning van een operatie;
3. dringt er bij landen en partijen in conflicten op aan samen te werken met de VN om de veiligheid van VN-personeel te verzekeren;
4. bevestigt dat aanvallen op personen in VN-operaties gezien worden als belemmering van het werk van de Veiligheidsraad die gepaste maatregelen kan nemen;
5. bevestigt ook dat indien het gastland zijn verplichtingen in dit verband niet nakomt, er gepaste stappen zullen volgen;
6. bepaalt dat de Veiligheidsraad de volgende eisen zal stellen bij het oprichten van toekomstige VN-operaties:
a. het gastland moet alle stappen zetten om de veiligheid van het VN-personeel te verzekeren;
b. de genomen veiligheidsmaatregelen slaan op alle bij de operatie betrokken personen;
c. er wordt een statusakkoord wordt gesloten;
7. vraagt de secretaris-generaal deze voorzieningen in acht te nemen als hij de oprichting of verlenging van een VN-operatie aanbeveelt;
8. besluit om op de hoogte te blijven.

## Verwante resoluties
- Resolutie 1121 Veiligheidsraad Verenigde Naties (1997)

Lijst ·  800 ·  801 ·  802 ·  803 ·  804 ·  805 ·  806 ·  807 ·  808 ·  809 ·  810 ·  811 ·  812 ·  813 ·  814 ·  815 ·  816 ·  817 ·  818 ·  819 ·  820 ·  821 ·  822 ·  823 ·  824 ·  825 ·  826 ·  827 ·  828 ·  829 ·  830 ·  831 ·  832 ·  833 ·  834 ·  835 ·  836 ·  837 ·  838 ·  839 ·  840 ·  841 ·  842 ·  843 ·  844 ·  845 ·  846 ·  847 ·  848 ·  849 ·  850 ·  851 ·  852 ·  853 ·  854 ·  855 ·  856 ·  857 ·  858 ·  859 ·  860 ·  861 ·  862 ·  863 ·  864 ·  865 ·  866 ·  867 ·  868 ·  869 ·  870 ·  871 ·  872 ·  873 ·  874 ·  875 ·  876 ·  877 ·  878 ·  879 ·  880 ·  881 ·  882 ·  883 ·  884 ·  885 ·  886 ·  887 ·  888 ·  889 ·  890 ·  891 ·  892